# Бёттихер, Карл Вильгельм фон
Карл Вильгельм фон Бёттихер (нем. Carl Wilhelm von Bötticher, 26 августа 1791, Сольдин, Бранденбург — 27 августа 1868, Потсдам) — немецкий юрист, прусский чиновник.

## Биография
Родился в семье директора почт Иоанна Карла Людвига Бёттихера и его жены Шарлотты Марии Фойгт. Получив степень доктора права, поступил на королевскую административную службу. С 1826 по 1830 — президент земельного суда Инстербурга, с 1830 — президент Верховного земельного суда Штеттина. Первый исполнительный советник Государственного министерства.
В чине верховного тайного советника юстиции назначен оберпрезидентом провинции Пруссия в 1842 году. Из-за своих консервативных взглядов низложен в ходе революции 1848 года.
С 1849 был членом первой палаты прусского парламента и вместе с Радовицем — представителем Пруссии в Германском союзе. С 1851 по 1855 — правительственный президент Франкфурта-на-Одере. Впоследствии президент прусской Верховной счетной палаты в Потсдаме.

## Семья
Бёттихер был женат на Генриетте Вильгельмине фон Боденхаузен. У них было трое сыновей, третий, Карл Генрих, дослужился до высших государственных постов, а также исполнял обязанности президента в ряде провинций.